# Смоленские скалы
Смоленские скалы — природно-археологический объект. Памятник регионального значения. Располагается в Читинском районе, на водоразделе хребта Черского, в истоках реки Смоленка, в 12 км к северо-востоку от города Читы.

## Описание
Местонахождение представляет собой живописный скальный массив гранитного состава. Массив состоит из центральной группы скал, западного останца и небольшого выхода горных пород в южной части памятника. Центральный массив — самый большой по площади и высоте: отдельные стены высотой 12 — 14 м. Общая площадь памятника природы 16 га. На одном из останцов расположены древние рисунки. Писаницы приурочены к плоскостям западной части массивного скального гребня высотой около 14 м. Рисунки расположены на высоте 1 — 2 м от подножия скалы. Выполнены изображения бледно-красной охрой. На панно представлены 3 антропоморфных и 1 зооморфная фигуры, пятна и линии. Сюжет писаницы можно отнести к таёжным и датировать эпохой бронзового века (ок. I тыс. до н. э.).

## Иллюстрации

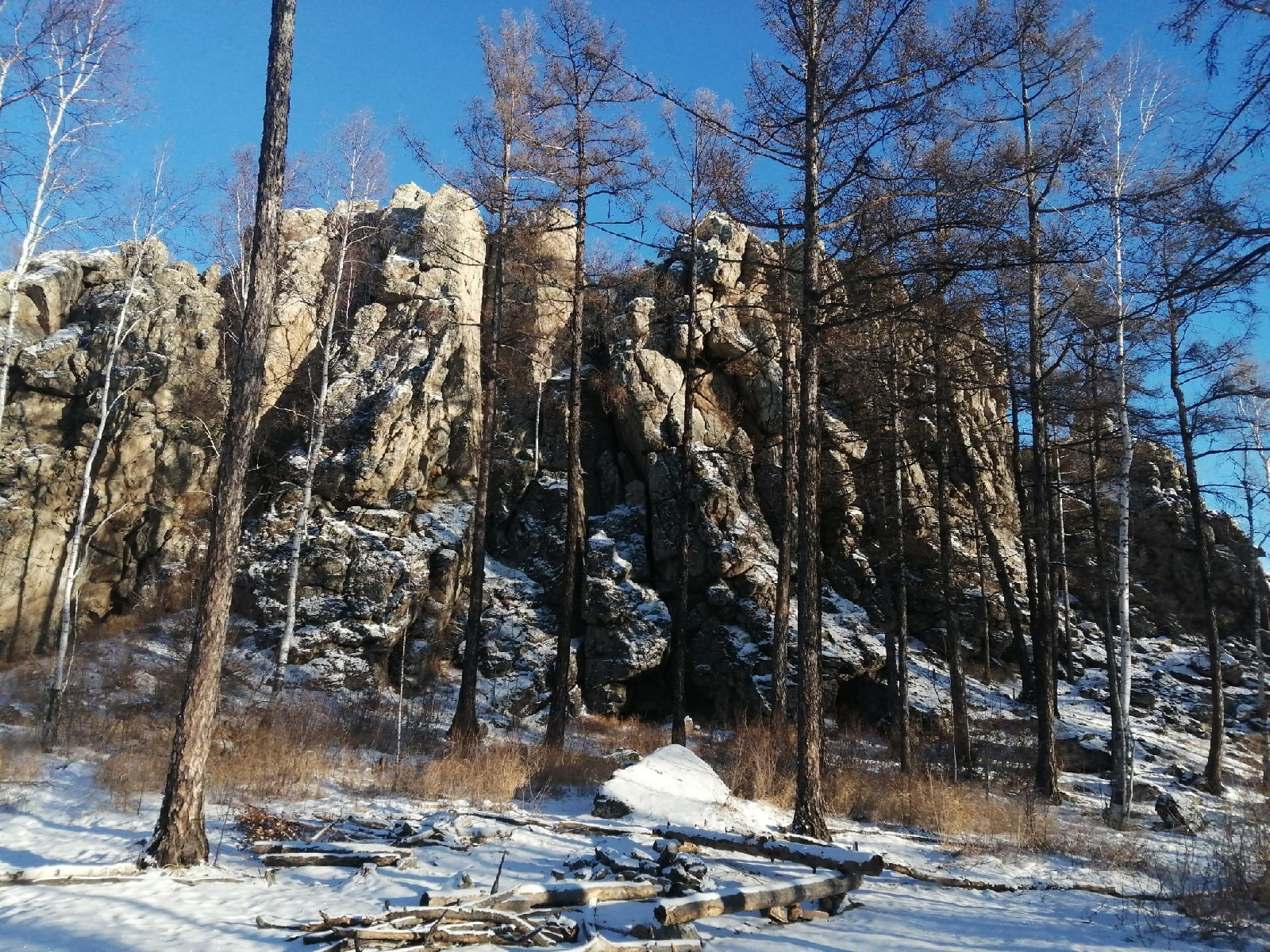
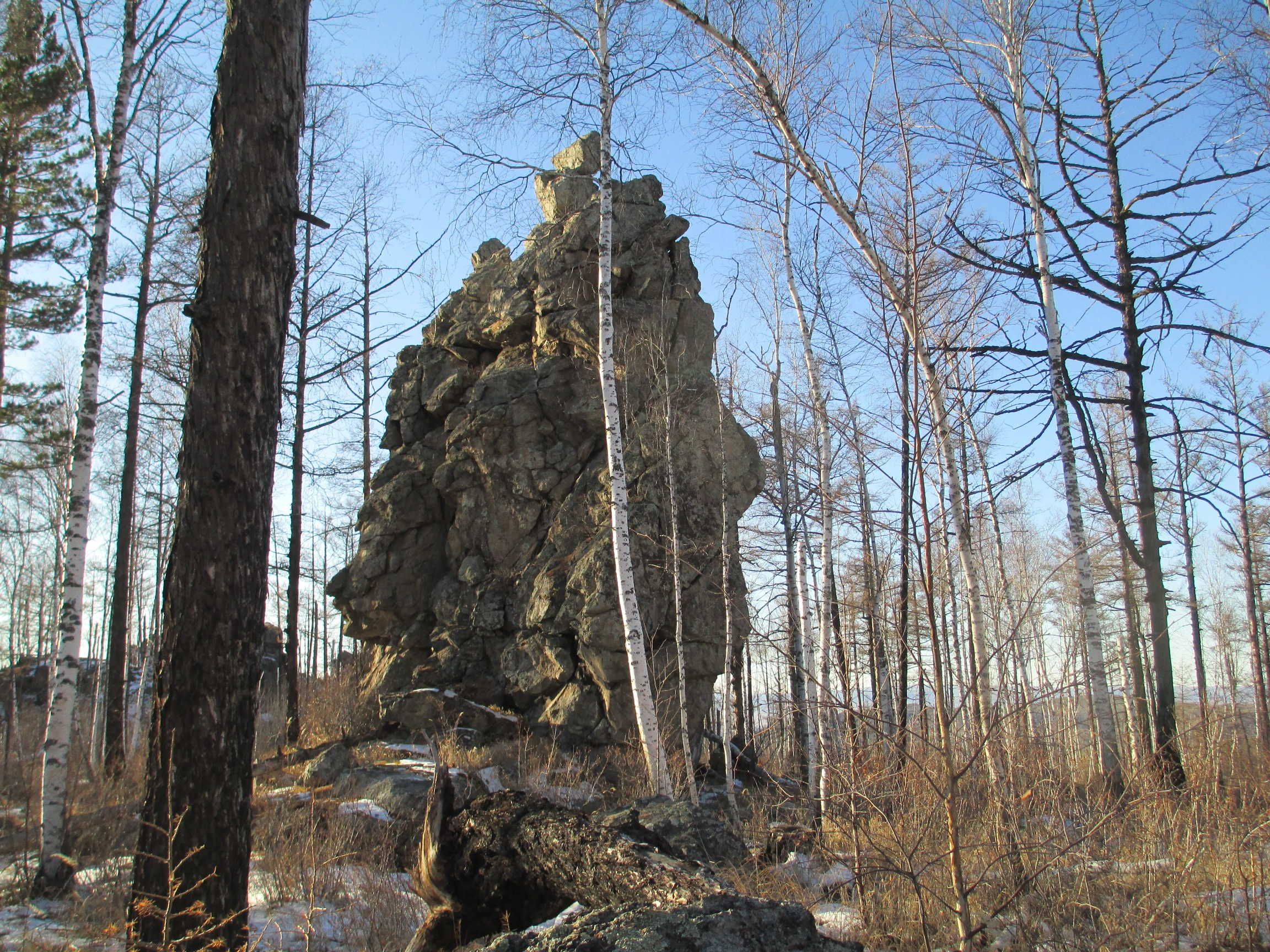
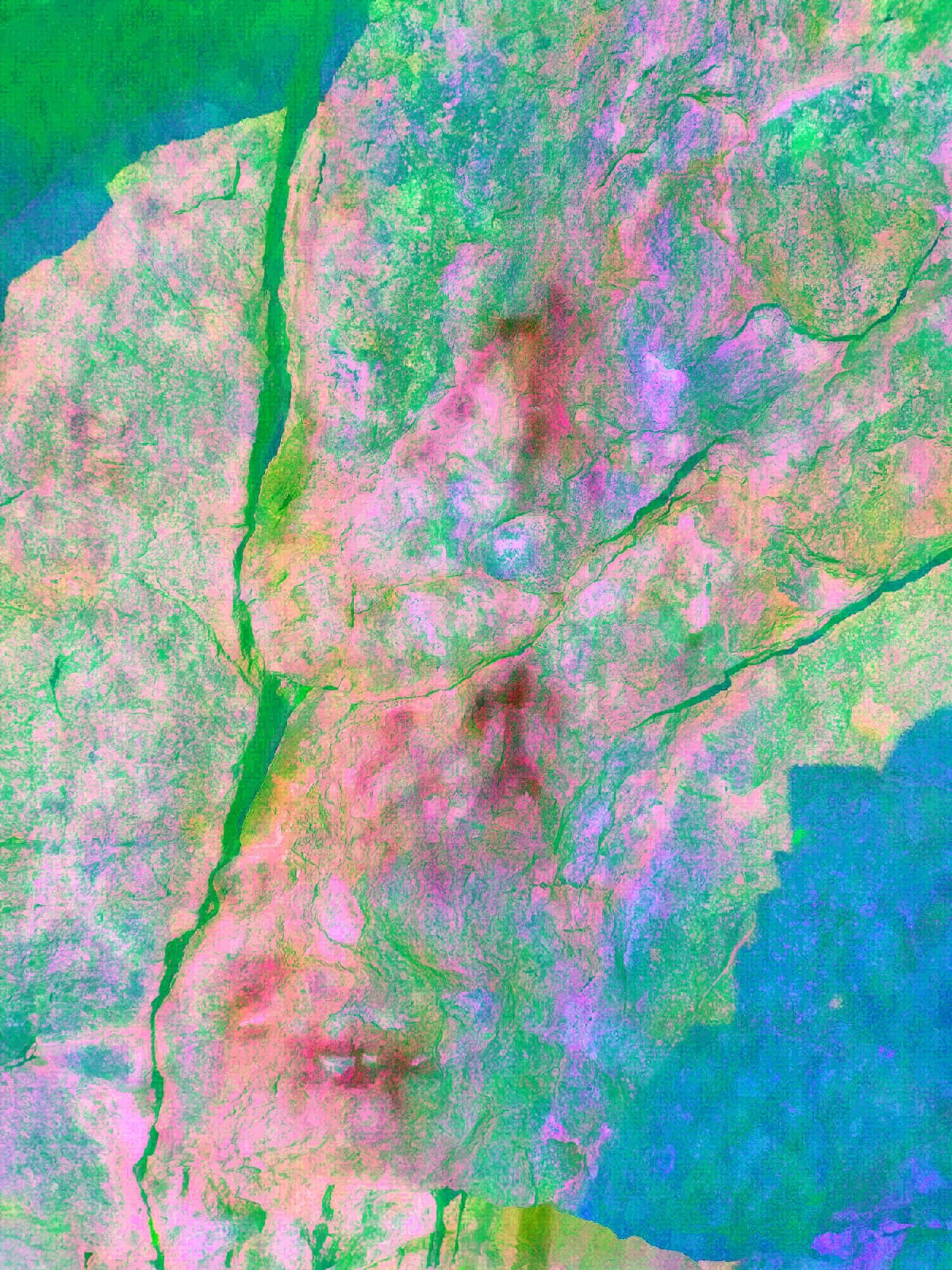